# Rasueros
Rasueros é um município da Espanha na província de Ávila, comunidade autónoma de Castela e Leão, de área 40 km² com população de 278 habitantes (2007) e densidade populacional de 7,30 hab/km².

## Demografia
| Variação demográfica do município entre 1991 e 2004 | Variação demográfica do município entre 1991 e 2004 | Variação demográfica do município entre 1991 e 2004 | Variação demográfica do município entre 1991 e 2004 |
| --------------------------------------------------- | --------------------------------------------------- | --------------------------------------------------- | --------------------------------------------------- |
| 1991                                                | 1996                                                | 2001                                                | 2004                                                |
| 428                                                 | 405                                                 | 317                                                 | 297                                                 |